# Lerista praefrontalis
Lerista praefrontalis är en ödleart som beskrevs av  Allen E. Greer 1986. Lerista praefrontalis ingår i släktet Lerista och familjen skinkar. Inga underarter finns listade i Catalogue of Life.